# Jabgu
A jabgu a Türk Birodalom, illetve az utána következő pusztai birodalmak magas rangú tisztsége, méltósága volt. E cím a jüecsiknél, illetve a hsziungnuknál már korábban is megvolt.
A türköknél két hatalmi központ jött létre, amikor Bumin és öccse, Istemi létrehozta a birodalmat. A keleti rész volt az egész birodalmat vezető Bumin kagán közvetlen uralmi területe, míg Istemi jabgu irányította, a nagy távolság miatt meglehetős önállósággal, a nyugati részt, a későbbi Nyugati Türk Birodalmat. A kagánnak volt egy helyettese, keleten a sad, általában a trónörökös, akit kiskagánnak is hívnak egyes kutatók. A történészek vitatják, hogy rangban a türköknél a kagán után a sad vagy a jabgu következett-e.
Később, amikor a Nyugati Türk Birodalom önálló lett, jabguja felvette a kagán címet. A türköknek alárendelt népek, pl. a kazárok hűbéres fejedelme is jabgu rangján kormányozta népét. Az önálló Kazár Birodalom megalakulásakor azután ő is felvette a kagán címet.
A török birodalmak egyikét-másikát – bár tudósaink szerint ezek önálló államalakulatok voltak – szintén jabgu irányította, mint pl. a karlukok vagy az úzok szövetségét.
Feltételezések szerint már a nyugati türköknél kialakult a jabgu szónak egy dzsebu, dzsevu alakja, melyből a magyar dzseucsa, gyevicsa – helynevekben Dés, Gyevi, Győ – szóalak, illetve Géza fejedelem neve is származna.
Czuczor Gergely és Fogarasi János, illetve A magyar nyelv szótára a következőket mondja a Géza névről:
„Geysa szó (a Névtelen jegyzőnél), és Geyche vagy Geycha (a későbbi krónikákban) megfelel a mongol geikcsi szónak, mely fénylőt, vagy geikszen szónak, mely világosodottat jelent (Schmidtnél: der Erleuchtete); az utóbbi egy mongol regében valósággal is eléfordul mint személynév; a k a cs v. sz előtt épen úgy kimaradhatott, mint szent szóban, mely a latin, sanctus-ból kölcsönöztetett, a t előtt. A föntebbi geikcsi és geikszen a mongolban részesülő, amaz a jelenben, ez a multban, az igető gei am. fényljél, fényeskedjél; fény.”